# Герб Бахмача
Герб Ба́хмача — офіційний символ міста Бахмач Чернігівської області.

## Опис
Геральдичний щит червоного кольору, овальний знизу та закруглений вгорі. У верхній частині щита — золотого кольору напис — Бахмач. Червоний щит уособлює героїчне минуле міста.
Під написом розташований інший щит (меншого розміру, накладений на перший), заокруглений знизу та у вигляді прямої лінії вгорі, двоподільний, із вертикально розміщеними рівними полями синього (справа) і жовтого (зліва) кольорів.
На меншому щиті посередині розташована золота п'ятизуба шестерня, у центрі якої зображення пам'ятки архітектури міста — будівлі вокзалу станції Бахмач-Пасажирський як залізничних воріт міста.
У шестерні поєднано символіка промислового розвитку Бахмача і п'яти напрямків залізничного вокзалу — в їх зубцях.
У нижній частині меншого щита — хвилясті лінії, що символізують болото. Болота — характерна ознака географічного розташування міста.
Автором та проєктором герба м. Бахмач був Бурдина Микола Васильович.